# Río Cochrane
El río Cochrane es un curso natural de agua que nace en el lago Cochrane y fluye con dirección general oeste hasta desembocar en el río Baker.
(No confundir con el río Cochrane (Lago Blanco) en la cuenca del río Grande (río de Tierra del Fuego).)

## Trayecto
El río Cochrane es el emisario del lago internacional Cochrane, llamado Pueyrredón en Argentina, y desagua todo el sur de la parte argentina de la cuenca del río Baker. (La parte norte fluye en el lago General Carrera o Buenos Aires.)
En su trayecto bordea por el sur la ciudad de Cochrane.

## Historia
El río fue bautizado Cochrane por Hans Steffen durante la expedición que comenzó a fines del año 1898 y permitió el conocimiento de buena parte de la cuenca del río Baker.: 91 
Luis Risopatrón lo describió en 1924 en Diccionario Jeográfico de Chile como:: 225 
Cochrane (Río); Sale del estremo W del lago del mismo nombre y comprende en su primera parte una larga laguna o ensenada, cuyo anco no pasa de 500 m, el que disminuye a veces a menos de 100 m, corre hacia el W tranquilamente entre riberas bajas, con aguas cristalinas de 14 °C de temperatura, que a pesar de su profundidad dejan ver las piedras del fondo. Serpentea entre anchos pantanos i aluviones y forma de trecho en trecho algún rápido de poca consideración: su ancho en muchos puntos no pasa de 20 m y concluye por bañar terrenos pastosos i vaciar sus aguas detras de una pared de cerros bajos en la márge E del río Baker, dejando en sus bandas unos 100 km² de terrenos aprovechables para el cultivo i la ganadería. Se le acercan los declives del cordón Escalonado i los barrancos peñascosos de ambas orillas y producen en su estremidad E una estrechura de un kilómetro de largo, que transforman la laguna o ensenada, en un río corto, pero bastante correntoso.